# Fedosova Patera
La Fedosova Patera è una struttura geologica della superficie di Venere. Inizialmente identificato come cratere, è stata riclassificato come patera nel 1992.
È dedicata alla cantastorie russa Irina Andreevna Fedosova (in russo Ирина Андреевна Федосова?).